# Smash (serviço de transferência de arquivos)
Smash é um serviço francês de transferência de arquivos online, fundado em abril de 2017 pelos irmãos Romaric e Rémi Gouedard-Comte em Lyon. A plataforma permite o envio de arquivos de grande tamanho sem necessidade de registro, oferecendo uma versão gratuita sem limite de tamanho de arquivo e planos pagos com funcionalidades adicionais.

## História
Smash foi lançado em 2017 como uma alternativa a serviços existentes como o WeTransfer, eliminando restrições no tamanho de arquivos. Em 2019, a empresa obteve um financiamento de 1,5 milhões de euros para expandir suas operações internacionalmente. Em 2020, impulsionado pelo aumento do teletrabalho devido à pandemia de COVID-19, o Smash ampliou significativamente sua base de usuários, ultrapassando um milhão de usuários em 190 países.

## Características

### Transferência de arquivos
Smash permite enviar arquivos sem limite de tamanho na versão gratuita, permanecendo disponíveis por 7 dias. Arquivos maiores que 2 GB podem ter prioridade de transferência reduzida.

### Segurança e privacidade
A plataforma utiliza criptografia durante a transferência e armazenamento dos arquivos. Além disso, oferece a opção de proteger as transferências com senha, mesmo na versão gratuita. Os servidores do Smash estão localizados na França, garantindo conformidade com o Regulamento Geral sobre a Proteção de Dados (RGPD) da União Europeia.

### Personalização
Os planos pagos do Smash permitem personalizar a experiência de transferência, incluindo a possibilidade de adicionar o logotipo da empresa, fundos personalizados e links de download com nomes personalizados. Essas opções são projetadas para empresas que desejam manter sua identidade de marca durante o processo de transferência de arquivos.

### Aplicações e compatibilidade
Smash está disponível através de seu site e oferece aplicativos para iOS, Android e macOS. Os aplicativos móveis permitem enviar arquivos diretamente de dispositivos móveis sem compressão, mantendo a qualidade original dos arquivos. O aplicativo para macOS permite aos usuários enviar arquivos a partir da barra de menus do sistema operacional.

## Modelo de negócios
Smash opera sob um modelo freemium. O acesso básico é gratuito e financiado de forma original: o serviço não apresenta banners publicitários intrusivos, mas exibe conteúdos visuais ou promocionais de parceiros durante as telas de espera e download. A principal fonte de receita do Smash provém das assinaturas pagas. Oferecidos a tarifas competitivas no mercado (cerca de 10 € por mês para um usuário individual, com fórmulas anuais e empresariais disponíveis), os planos pagos desbloqueiam funcionalidades avançadas destinadas a profissionais.

## Recepção
Smash recebeu críticas positivas de usuários e meios de comunicação especializados. Publicações como Clubic destacaram sua facilidade de uso, ausência de limites de tamanho na versão gratuita e opções de personalização nos planos pagos. Além disso, foi destacado que o Smash oferece velocidades de transferência superiores às de alguns concorrentes e uma interface intuitiva.